# Dawes (Band)
Dawes ist eine US-amerikanische Folkrockband aus Kalifornien. In den 2010er Jahren waren sie mit fünf Alben in den US-Albumcharts, davon erreichten All Your Favorite Bands und We’re All Gonna Die Platz 1 in den Folk-Charts.

## Bandgeschichte
Die Band wurde 2005 in den North Hills von Los Angeles gegründet. Sänger Taylor Dawes Goldsmith und Gitarrist Blake Simon Mills gaben ihr den Namen Simon Dawes. Wylie Gelber am Bass und Goldsmiths Bruder Griffin am Schlagzeug waren die anderen beiden Gründungsmitglieder. Nach wenigen Jahren verließ Mills die Band wieder. Die anderen drei machten als Dawes weiter, Tay Strathairn wurde als Gitarrist neues festes Mitglied.
Von Anfang an hatten sie die Unterstützung von Musiker und Produzent Jonathan Wilson. Sie spielten Jam-Sessions mit ihm und Musikern aus seinem Umfeld und ihr erstes Album North Hills entstand bei einer Livesitzung im Aufnahmestudio. Es brachte ihnen auf Anhieb große Aufmerksamkeit und kam in die Heatseekers Charts.
Zwei Jahre später schafften Dawes mit dem Nachfolger Nothing Is Wrong erstmals in die offiziellen Albumcharts. In den Folkcharts erreichte das Album Platz 5. Weitere Popularität gewannen sie durch Auftritte bei den Occupy-Wall-Street-Demos und eine Rolle als Band in der TV-Serie Parenthood. Das nächste Album produzierte Jacquire King, Erfolgsproduzent unter anderem von Kings of Leon. Es trug den Titel Stories Don’t End und brachte sie 2013 in die Top 40 der offiziellen Charts. An den Aufnahmen beteiligte sich auch das ehemalige Mitglied Blake Mills.
Mit Grammy-Gewinner Dave Rawlings konnten sie zwei Jahre später wieder einen renommierten Produzenten gewinnen. Der Alternative-Country-Musiker holte sie nach Nashville für die Aufnahmen zu All Your Favorite Bands. Sie kamen erneut in die Top 40 und in den Folk-Charts erreichten sie erstmals den Spitzenplatz. Album Nummer 5 We’re All Gonna Die produzierte Blake Mills bereits 2016 für seine ehemaligen Kollegen. Es brachte sie zum zweiten Mal auf Platz 1 der Folk-Charts.
Mit dem Album Passwords kehrten sie 2018 nicht nur zu Produzent Jonathan Wilson zurück, musikalisch nahmen sie Anleihen am Adult-Contemporary-Sound der 1980er Jahre. Obwohl es ihnen immer noch gute Erfolge brachte, konnte es mit den beiden Vorgängeralben nicht mithalten. 2020 brachte sie wieder nach Nashville zu Produzent Dave Cobb. Beim Album Good Luck with Whatever gab es noch mehr Rückbesinnung auf ältere Sounds, was die Fans aber nicht so sehr überzeugte. Erstmals seit dem Debüt gelangten sie damit nicht in die offiziellen Albumcharts, nur in den Folk-Charts erreichten Dawes immerhin noch Platz 5.

## Diskografie

### Alben
| Jahr | Titel                   | Höchstplatzierung, Gesamtwochen, AuszeichnungChartsChartplatzierungen (Jahr, Titel, Platzierungen, Wochen, Auszeichnungen, Anmerkungen) | Anmerkungen |
| Jahr | Titel                   | US | Anmerkungen |
| ---- | ----------------------- | --- | ----------- |
| 2011 | Nothing Is Wrong        | US64 (1 Wo.)US |             |
| 2013 | Stories Don’t End       | US36 (4 Wo.)US |             |
| 2015 | All Your Favorite Bands | US37 (2 Wo.)US |             |
| 2016 | We’re All Gonna Die     | US42 (2 Wo.)US |             |
| 2018 | Passwords               | US52 (1 Wo.)US |             |

Weitere Alben
- 2009: North Hills
- 2010: Live in DC
- 2013: Stripped Down at Grimey’s (EP)
- 2017: We’re All Gonna Live (Livealbum)
- 2018: Feed the Fire (EP)
- 2019: Live from Richmond, VA
- 2020: Good Luck with Whatever
- 2022: Misadventures of Doomscrollers
- 2024: Oh Brother

### Lieder
- 2011: Time Spent in Los Angeles
- 2012: If I Wanted Someone
- 2013: From a Window Seat
- 2013: Most People
- 2015: Things Happen
- 2015: All Your Favorite Bands
- 2016: When the Tequila Runs Out
- 2017: Roll with the Punches
- 2018: Living in the Future
- 2018: Feed the Fire
- 2020: I Will Run
- 2020: Who Do You Think You’re Talking To?
- 2020: St. Augustine at Night
- 2020: Didn’t Fix Me
- 2021: Free as We Wanna Be

## Galerie

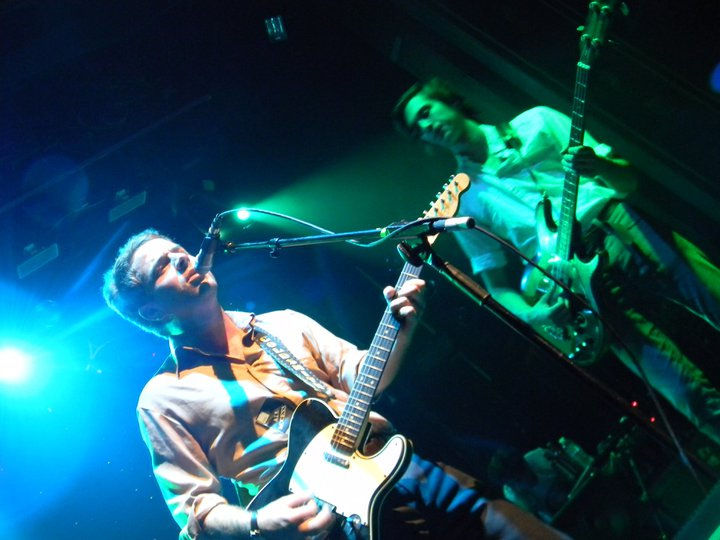
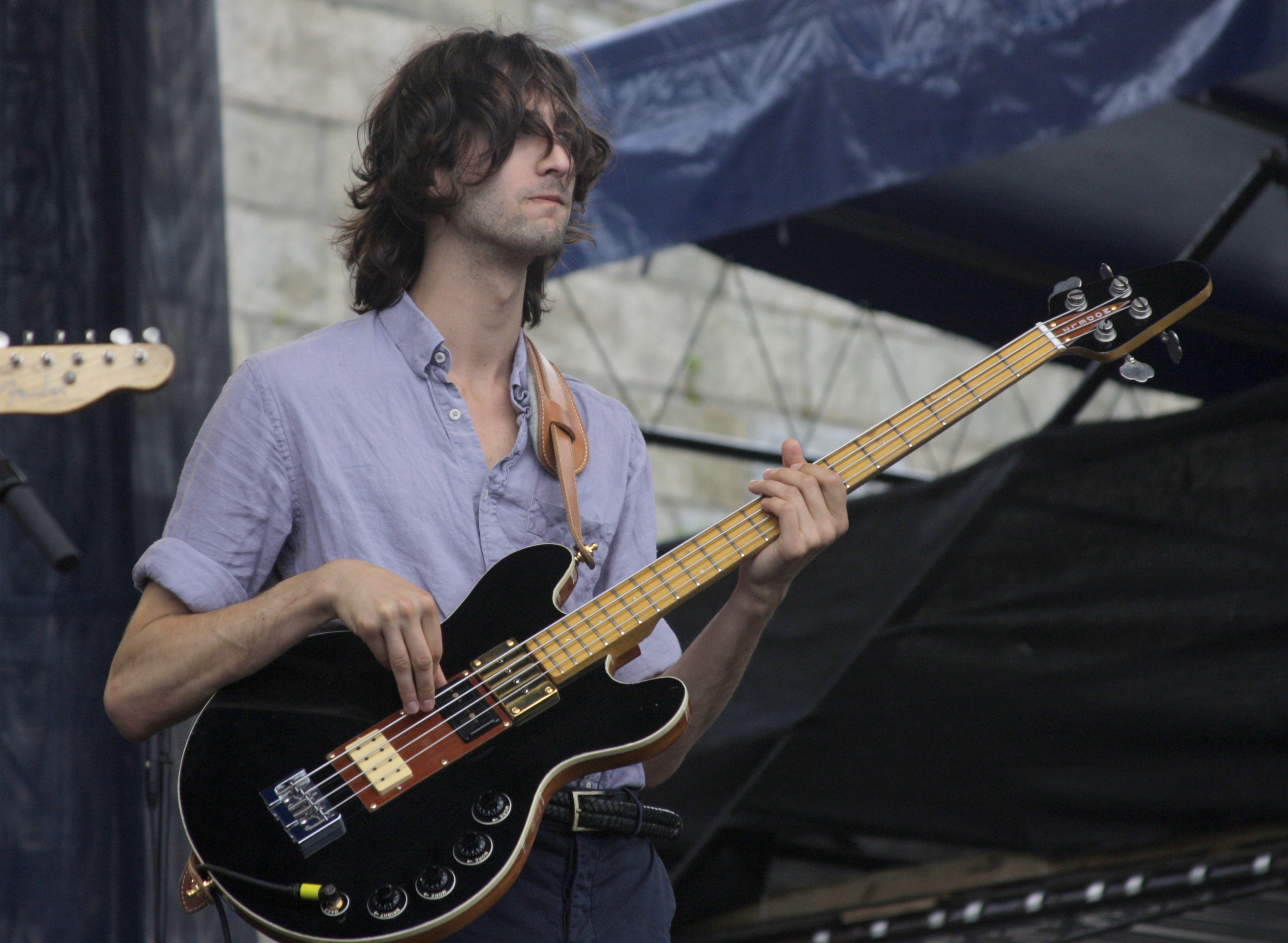
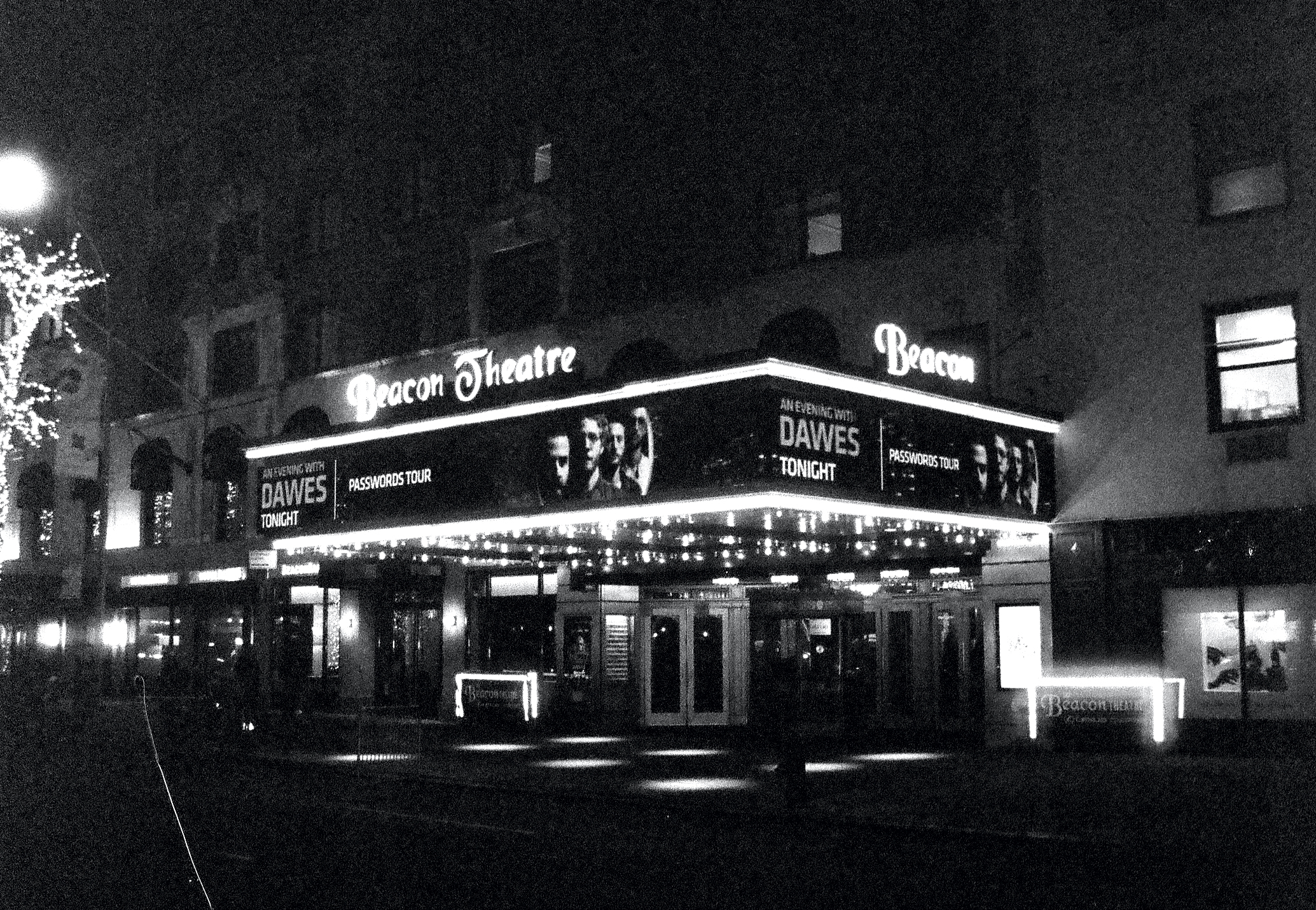
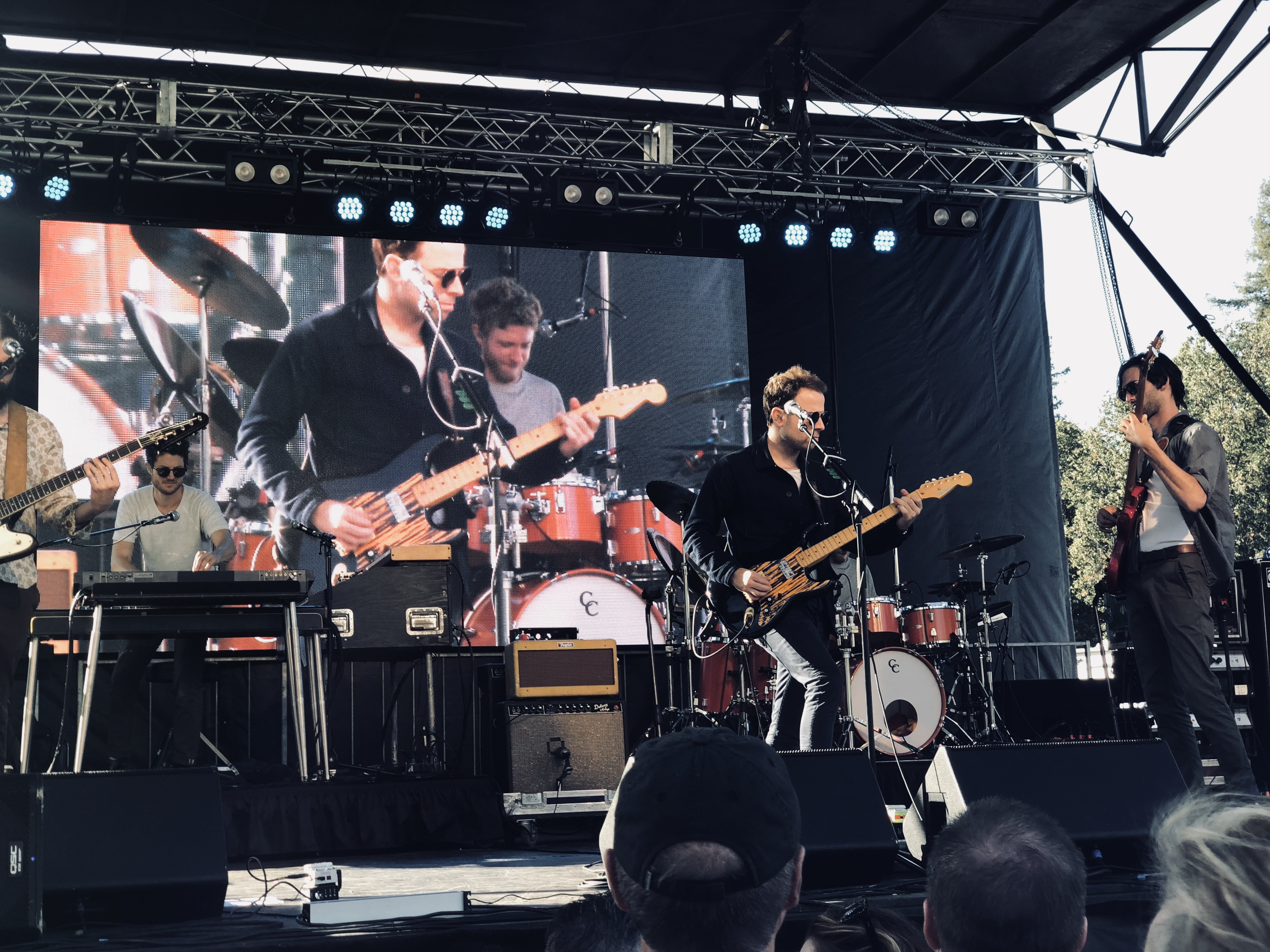
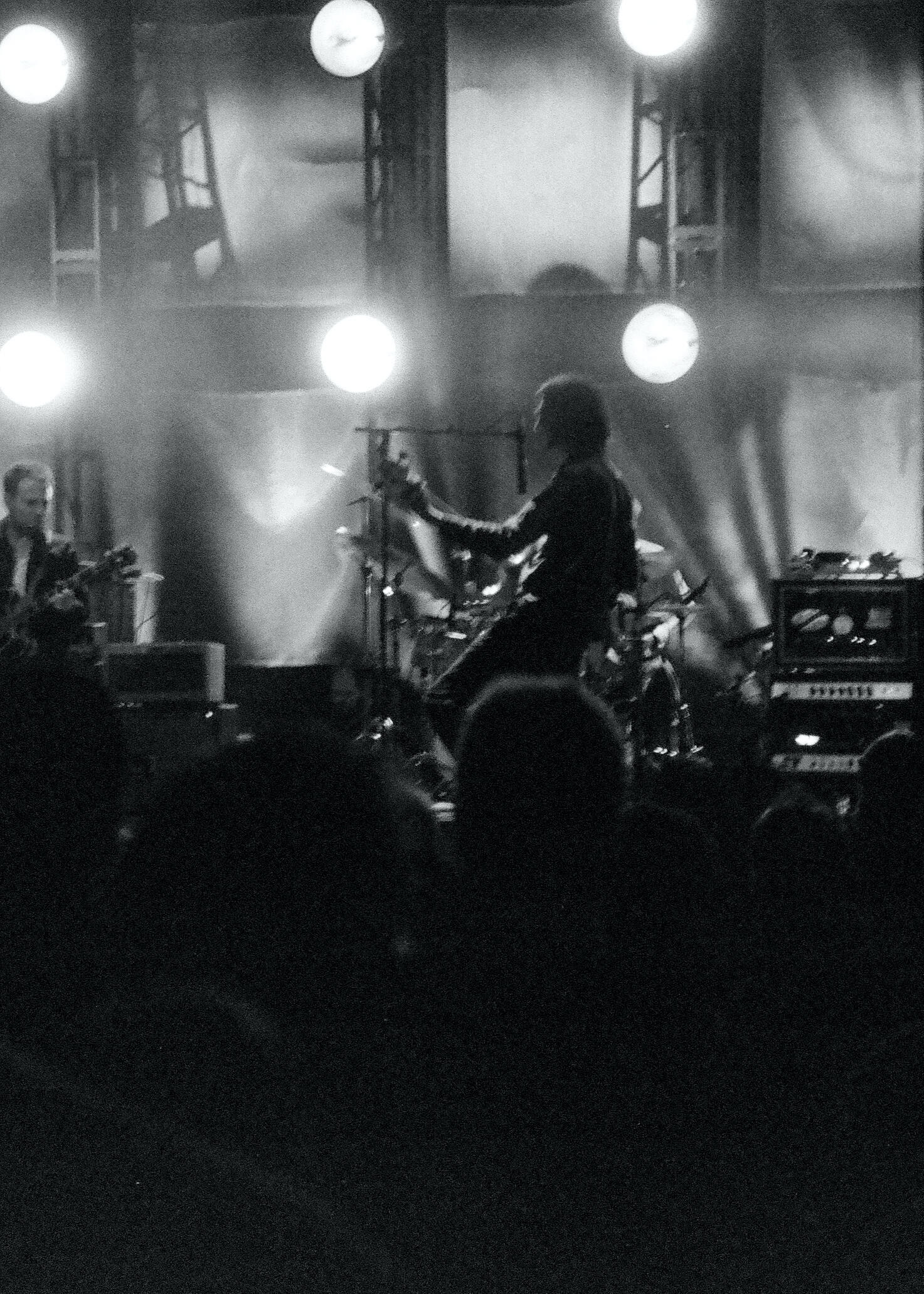